# こぎつね座V336星
こぎつね座V336星（こぎつねざV336せい、V336 Vulpeculae、V336 Vul）は、こぎつね座の脈動変光星。

## 特徴
こぎつね座V336星は、SRB型ではないかとみられる半規則型変光星である。1956年に初めて変光が検出され、変光星総合カタログ（GCVS）に新しい変光星候補として記載、その後日本のアマチュア天文家・和久田実と日本の天文学者・古畑正秋が継続的な観測から変光特性を確認し、変光星であることが確定した。和久田と古畑は、5年間の測定でこぎつね座V336星の明るさが7.7等と9.6等の間で変光すると報告し、GCVSにもその通りに記載されているが、アメリカ変光星観測者協会（AAVSO）のデータでは、7.6等から9.2等まで変光するとされている。和久田と古畑は、変光周期を316日が基本で120日程度の微かな変光が上乗せされているとしたが、AAVSOでは131.6日周期としている。GCVSでこぎつね座V336星が分類されるSRB型は、半規則型変光星の中でも周期性があまり良くない変光をする赤色巨星が分類される型である。こぎつね座V336星自身は、スペクトル型がM2/3 Iとされる赤色超巨星であり、AAVSOでは赤色超巨星が分類されるSRC型とされている。

## 名称
「こぎつね座V336星」という名称は、変光星の命名規則に従って付与されたもので、こぎつね座で336番目の変光星であることを意味する。